# Affaire Fualdès

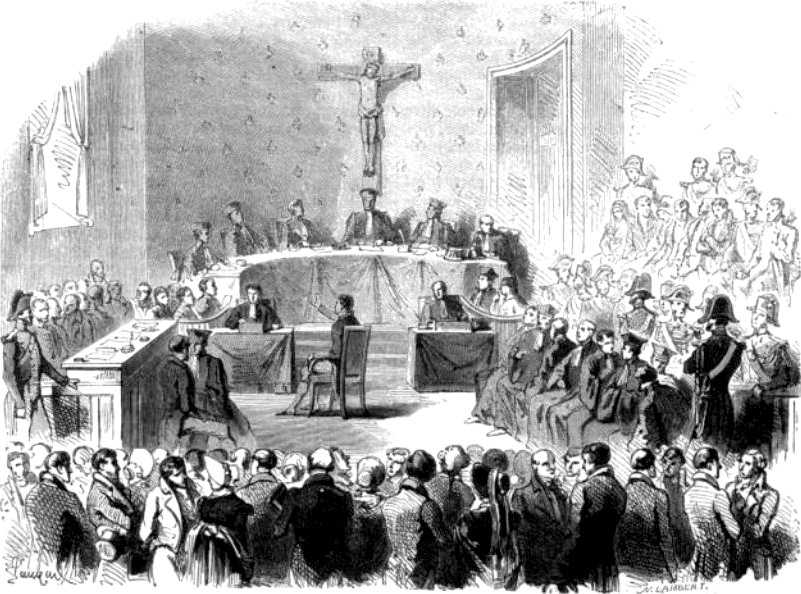
Dessin du procès Fualdès.

L’affaire Fualdès est une affaire judiciaire qui défraye la chronique de 1817 à 1818 dans la France de la Restauration et continue à susciter les passions par la suite.
L’ancien procureur impérial Fualdès est égorgé dans la nuit du 19 au 20 mars 1817 à Rodez, puis son corps jeté dans les eaux de l’Aveyron. La France entière, puis l’Europe et même l’Amérique se passionnent rapidement pour cette énigme de province appelée à devenir une des plus célèbres affaires judiciaires du XIXe siècle.
Il s’y mêle des considérations politiques puisque l’assassiné est accusé d’être bonapartiste, que ses agresseurs sont au contraire dans la mouvance royaliste et que le premier procès les condamnant à mort est cassé à la fin de l’année 1817. Victor Hugo en parle au chapitre 169 des Misérables, Balzac y fait également allusion ainsi que l'écrivain et critique littéraire français Anatole France.
Dans une France usée par les guerres napoléoniennes, marquée par les bouleversements révolutionnaires, agitée par des complots et des conspirations, cette affaire judiciaire agit comme un révélateur. Cette construction d'une fabulation annonce le mariage entre la presse écrite et les récits de justice, entre le crime et les récits populaires.

## Les circonstances du meurtre et l'enquête initiale

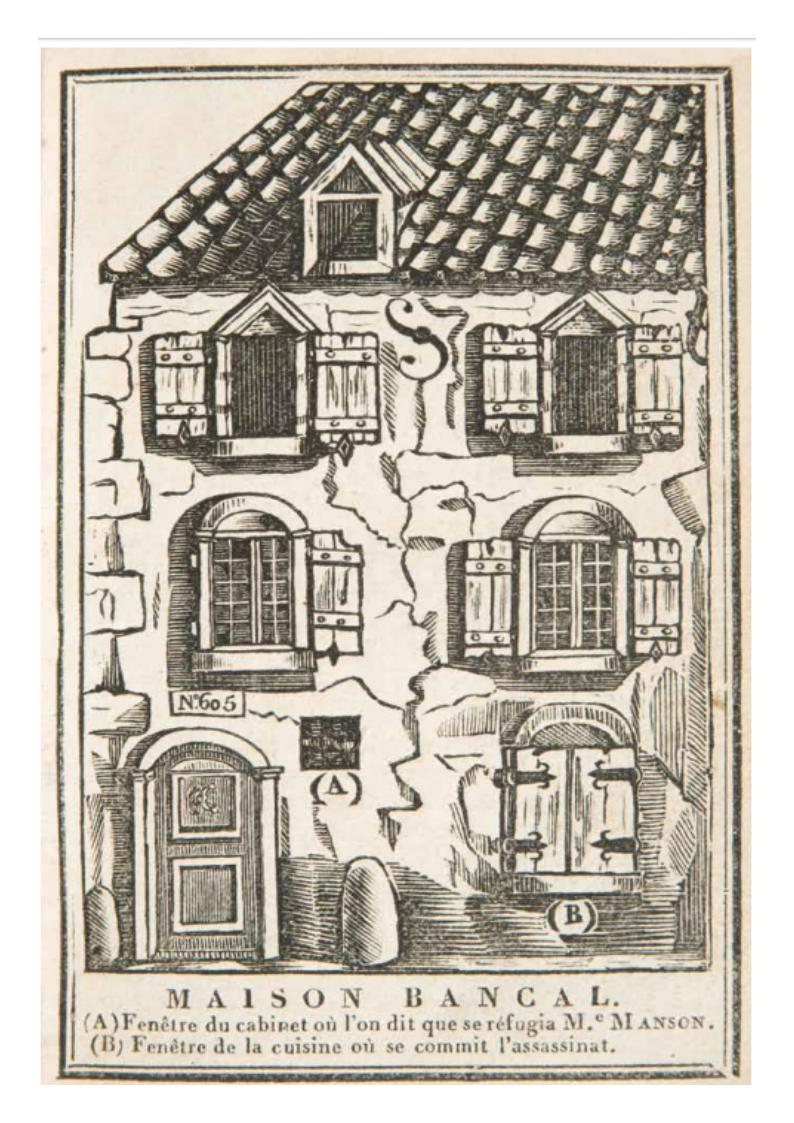
Maison Bancal détruite en 1961.

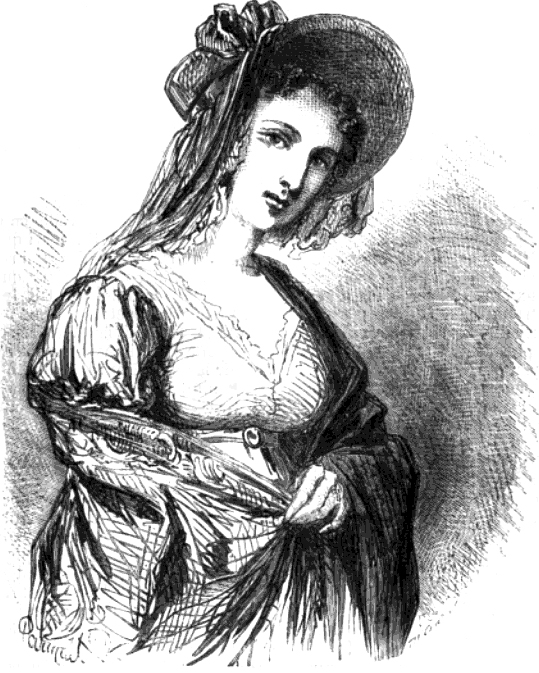
Clarisse Manson, témoin dans l’affaire Fualdès.

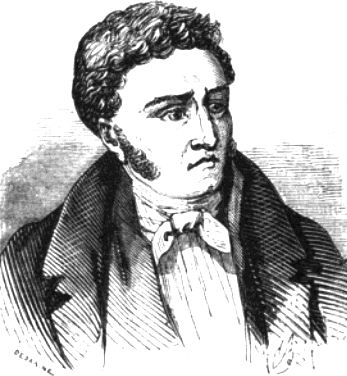
Bernard-Charles Bastide, accusé dans l’affaire Fualdès.

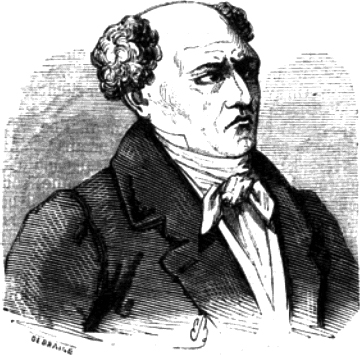
Joseph Jausion, accusé dans l’affaire Fualdès.

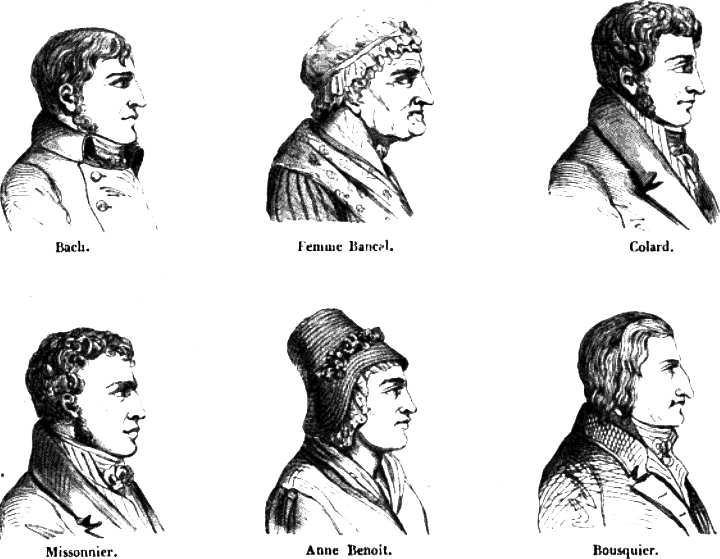
Autres accusés dans l’affaire Fualdès.

Au matin du 20 mars 1817, le corps d'Antoine Bernardin Fualdès, ancien procureur impérial du département de l'Aveyron, est découvert, flottant dans l'Aveyron, la gorge ouverte. Il a été assassiné dans la nuit, à l'autre bout de la ville, un orgue de Barbarie et une vielle étant censés couvrir ses cris selon la rumeur.
L’enquête ne traîne pas. Elle révèle les conditions particulièrement atroces dans lesquelles ce meurtre a été commis, et qui frappent les imaginations : la victime est pratiquement saignée à blanc. Les soupçons se portent vite sur les habitants de la maison Bancal, un tripot malfamé au 65, rue des Hebdomadiers (aujourd'hui 8, rue Séguy), non loin de la demeure de Fualdès. Les responsables sont cherchés dans l’entourage immédiat du magistrat : l’agent de change Joseph Jausion, époux de Victoire Bastide, et Bernard-Charles Bastide dit Gramont, beau-frère et filleul de la victime, débiteur d’une hypothétique créance auprès de Fualdès. Mais aussi des hommes de main et complices, un contrebandier, Boch, Jean-Baptiste Col(l)ard, locataire des Bancal, la veuve Bancal et sa fille Marianne, le portefaix Jean Bousquier, une blanchisseuse Anne Benoit et son amant, etc. Tous sont accusés de lui avoir tendu un guet-apens.
Cet ensemble d'accusés, des « petites gens » proches pour certains des milieux crapuleux, et quelques proches de la victime, semblent ôter à l'affaire tout contenu politique. Le vol de sacs d'argent (provenant de lettres de change que Fualdès venait de négocier) ne pouvant constituer un mobile suffisamment crédible, une histoire antérieure, où plane l’ombre d’un infanticide qui aurait été commis par Jausion en 1809 et aurait été étouffé par amitié par Fualdès, s’est imposée comme un mobile plus acceptable que la somme modique qui lui est dérobée. Mais le côté sordide du meurtre, la faiblesse des mobiles, les zones d’ombres non élucidées, la personnalité de la victime et son rôle politique antérieur, font que toute la ville, et la France, bruissent de rumeurs, à tel point qu’on a pu parler de « l’incroyable épidémie d’affabulations » et de Rodez comme la ville où « on égorge les gens comme des cochons ». L’opinion publique alimentée par les rumeurs échafaude un récit collectif totalement fantasmé. Le premier de ces récits est  inventé par les enfants Bancal, placés à l'hospice de Rodez lorsque leurs parents sont emprisonnés. Sous l'influence des notables qui viennent les voir, ils racontent que Fualdès a été égorgé sur une table dans la cuisine de la maison Bancal, avec un couteau de boucher, et que les meurtriers ont donné son sang, recueilli dans un baquet, à un cochon qui n’a pu le finir.

## Les trois procès
Le premier procès dure du 18 août 1817 au 13 septembre de la même année. Onze accusés sont à la barre et voient défiler 243 témoins à charge et 77 à décharge. Le verdict est à la hauteur de la cruauté du crime : quatre condamnations à mort, deux à perpétuité, un an pour Bousquier, Marianne Bancal est acquittée. Pour autant, l’affaire ne s’arrête pas là. Les esprits sont tellement surchauffés par cette parodie de procès où les élites royalistes ont fait corps pour faire condamner les accusés qu’un vice de forme imputable aux greffiers est allégué pour faire annuler le procès et le délocaliser à Albi, et c’est en cour d’assises du Tarn qu’est rejugée l’affaire.
Au cours de ce second procès qui dure du 25 mars au 5 mai 1818, un « témoin » fascinant, Clarisse Manson, va donner à l'affaire Fualdès une dimension hors du commun. Fille du juge Enjalran, président de la cour prévôtale de l'Aveyron qui vient d'être dessaisi du dossier, elle mène sa propre enquête sur cette affaire. Cette femme, divorcée et fantasque, a pour amant le lieutenant Clémendot, un officier de la garnison auprès duquel elle se vante d'avoir été témoin du meurtre. Comparaissant devant le jury, elle déconcerte le public par son passage incessant d’une logique individuelle (elle n’a rien vu de ce meurtre) à une logique sociale (Clarisse répond alors à ce qu’on attend d’elle, elle remplit le rôle qu’on veut lui donner, elle s’y conforme). Elle affirme être témoin puis se rétracte, multiplie les effets et s'évanouit aux moments les plus tendus du procès. Les accusés ne sont plus que huit mais on dénombre 350 témoins. Le repentir spectaculaire de certains prétendus complices ajoute à la confusion, mais la sentence de la peine capitale est confirmée pour Bastide, Jausion, et Colard qui sont exécutés le 3 juin 1818. La veuve Bancal et Bach voient leur peine commuée à perpétuité. Anne Benoit est condamnée aux travaux forcés à perpétuité. Bousquier, à l’origine des premières révélations, et le coutelier Missonnier sont condamnés à 2 ans.
Un troisième procès se tient à Albi du 21 décembre 1818 au 15 janvier 1819 à l’encontre de trois nouveaux accusés, l’ancien commissaire de police et deux parents de Bastide. Ils sont tous relaxés.

## Hypothèses sur les mobiles de l'assassinat
Des mobiles d'ordre privé ont été avancés, s'appuyant sur certaines des personnes mises en cause, et imaginant par exemple une rixe provoquée par des libertinages,, ce qui correspond mal à ce qu'on peut connaître de la personnalité de la victime.
Lors du premier procès sur cette affaire, Didier Fualdès, son fils, partie civile, dépose le 7 février 1818 entre les mains d’un magistrat une correspondance non signée. Il y est écrit que Fualdès avait été tué à cause de l’évasion et de la survivance de Louis XVII. Son père, ancien révolutionnaire et ancien membre du tribunal révolutionnaire, ne faisait pas mystère, il est vrai, de ses relations avec Barras et prétendait être très bien renseigné sur bien des choses, principalement sur l’évasion de Louis XVII de la prison du Temple. Ces informations ainsi détenues, qui pouvaient remettre en cause la légitimité du roi Louis XVIII, lui auraient valu d'être assassiné. Cette hypothèse, assez significative du foisonnement de rumeurs auquel a donné lieu ce fait divers, a été reprise plusieurs fois .
En 2003, Paul Astruc, Jean-Michel Cosson et Jean-Philippe Savignoni publient un livre sur Les grandes affaires criminelles de l'Aveyron, dans lequel ils proposent l'hypothèse que l'assassinat aurait été commandité par la société secrète des Chevaliers de la Foi. Ils reprennent et actualisent les mobiles suggérés sous le Premier Empire par le baron de Trémont, ancien préfet de l'Aveyron et bon connaisseur de la société ruthénoise, qui soupçonnait l'association de différents mobiles, une question d'argent et de dette pour deux personnes, et le besoin de réaction de mouvements royalistes locaux, dont cette société des Chevaliers de la Foi, s'en prenant symboliquement à un ancien révolutionnaire et bonapartiste qui avait eu une part importante dans l'échec du complot de Rodez en 1814.

## L’essor de la presse et l'écho donné à l'affaire
C’est l’avocat Romiguières, membre du barreau d’Albi, qui laisse à la postérité le récit de cette affaire célèbre dans les annales de la criminologie, aidé par l’essor d’un nouveau média : la presse nationale. Il publie jour après jour les comptes-rendus des actes et des audiences du procès fait aux assassins, parce que, écrit-il dans la préface, « le résultat de cette procédure peut servir à résoudre ce problème de politique et de morale, si, à mesure que les hommes en s’avançant dans les siècles acquerront plus de lumière et seront plus généralement éclairés, les forfaits devront se multiplier, en même temps qu’ils seront plus inouïs ». C’est le journaliste qui parle, mais aussi le juriste.
Au-delà de ces ambitions humanistes, l’affaire offre à la presse, et aux premiers « reporters » modernes dépêchés sur place (tel Henri de Latouche qui publie dès 1818 son Histoire du procès Fualdès), l’occasion de tenir la France et l’Europe en haleine par un feuilleton haletant des événements, rumeurs et rebondissements de l’enquête et du procès, n’hésitant pas à forcer le trait pour décrire Rodez comme une ville sordide, étriquée et mesquine, image dont la capitale de l’Aveyron a eu du mal à se débarrasser.

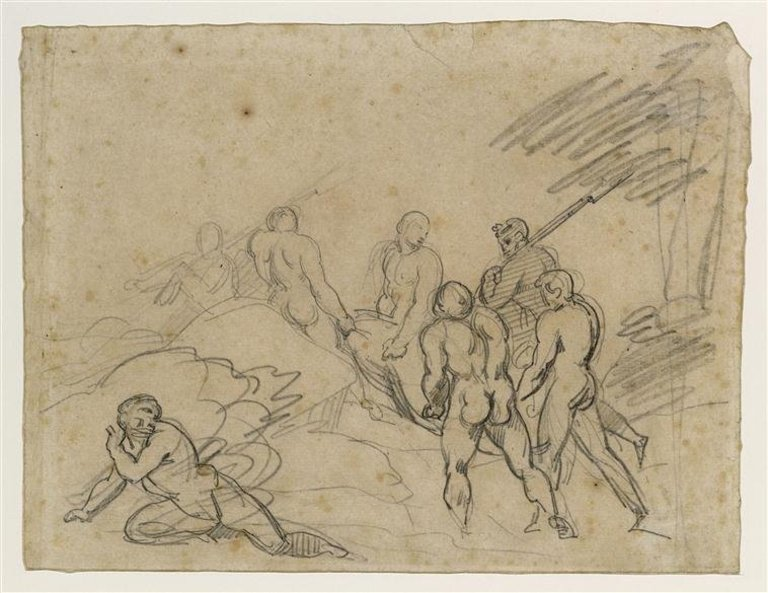
Esquisse de Théodore Géricault : Transport du corps de Fualdès.

La nouveauté du procédé, ainsi que le formidable retentissement qu’il provoqua, explique que l’affaire Fualdès soit considérée comme la première affaire criminelle juridico-journalistique de la presse européenne, genre qui fut promis au succès que l’on sait.
Le peintre Théodore Géricault (1791–1824) envisagea de créer un tableau spectaculaire sur ce meurtre sordide mais ce sujet fut finalement remplacé par l'évocation d'une autre affaire qui fut à l'origine du tableau Le Radeau de la Méduse. Selon l'écrivain Georges Bordonove, auteur d'un texte L’Affaire de La Méduse, diffusé sur France Culture : « Géricault cherchait un grand sujet et il voulait, ce qui prouve son modernisme, trouver ce sujet dans un fait divers. »

## Postérité littéraire et artistique

### Littérature
L’affaire Fualdès frappa si fort ses contemporains que l’on en trouve de nombreuses mentions dans les ouvrages des plus grands auteurs des XIXe et XXe siècles :
- Honoré de Balzac : La Muse du département[16], Une ténébreuse affaire[17], Le Curé de village[18], Les Employés ou la Femme supérieure[19], L'Interdiction[20].
- Gustave Flaubert : Bouvard et Pécuchet[21]
- Victor Hugo : Les Misérables[22]
- Gaston Leroux : Le Fauteuil hanté
- Anatole France : Le Jardin d'Épicure
- Arthur Bernède : L'Affaire Fualdès, roman policier.
- Denis Marion : L'Affaire Fualdès, drame
- Un vielleur de l'affaire Fualdès[23], feuilleton du petit journal par Frédéric Thomas, paru du 16 au 19 mai 1863.
- Courteline : Le gendarme est sans pitié
- Jean Giono : Le Hussard sur le toit[24]

### Musique
L’affaire Fualdès a fait l’objet d’une « complainte », c’est-à-dire une chanson à nombreux couplets sur un sujet tragique ou sur une légende pieuse. La Complainte de Fualdès, qui passe pour un type du genre, se chante sur un timbre du XVIIIe siècle, appelé Air du maréchal de Saxe.
À la fin du second procès, la passion populaire est à son comble : les débats, la sentence et son exécution, tout concourt à exacerber l’imaginaire populaire qui en redemande. La complainte de Fualdès, sous la plume du dentiste Catalan, répond à cette attente. Pas moins de 48 couplets (dont le 20e semble devoir être attribué à Bertin) retracent cette sinistre épopée du crime dans un style qui reste encore aujourd’hui un modèle du genre. Tous les artifices y sont, le burlesque, la caricature du genre humain plongé dans l’abîme du mal avec, bien sûr, en conclusion le repentir du « mauvais larron » dont le dernier couplet moralisateur est là pour rappeler qu’il n’est jamais trop tard pour exprimer de bons sentiments. Cette complainte a un succès foudroyant. Relayée aux quatre coins de la France et de l’Europe, tout le monde veut en rajouter, ce sont les effigies de cire des protagonistes de l’affaire qui sont exposées, des pièces de théâtre…

### Iconographie
- Théodore Géricault (1791-1824) : « les Assassins de Fualdès »
- Le peintre Jean-Pierre Sudre, élève de David, natif d'Albi, fit des portraits des prévenus

### Théâtre

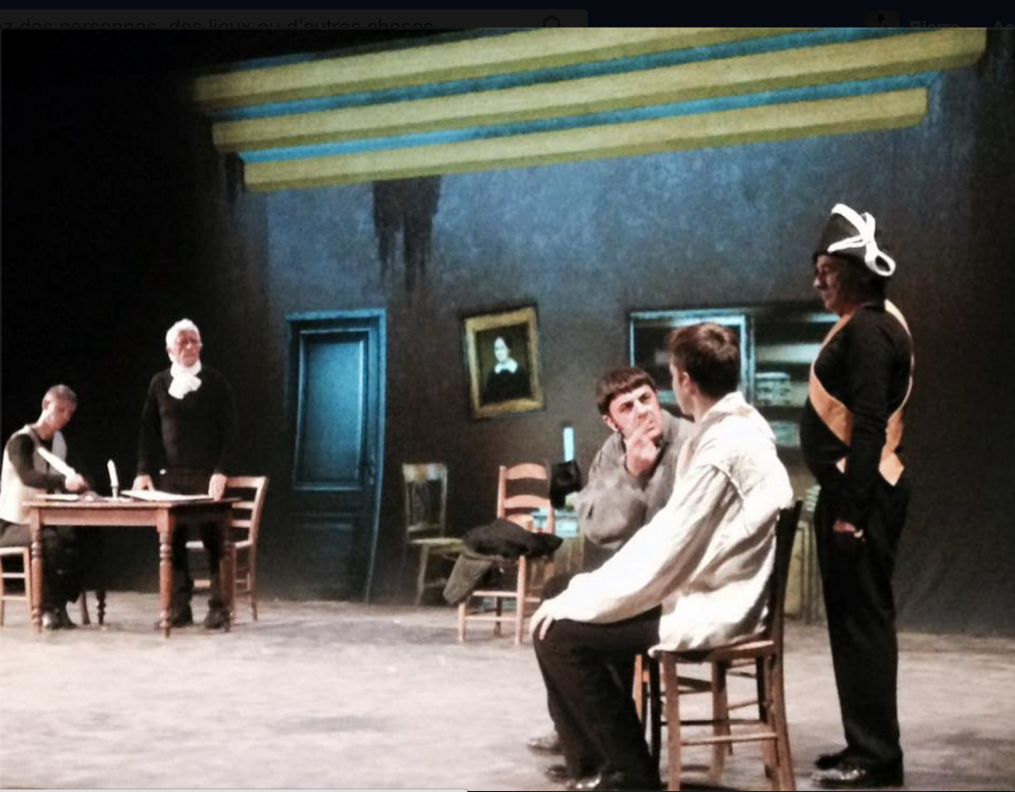
Qui a tué Fualdès ? au théâtre en juillet 2016 à Rodez.

La pièce de théâtre Qui a tué Fualdès ? a été interprétée du 27 au 30 juillet 2016 à Rodez.
Le texte de Paul Astruc, mis en scène par Laurent Cornic, et produit par l'association « Rutènes en Scène » fut interprété par 35 comédiens et mixait théâtre et vidéo. Plus de 3 000 spectateurs assistèrent aux différentes représentations qui durèrent 4 jours et qui furent la preuve que cette affaire continue de susciter l'intérêt des Aveyronnais près de 200 ans après.

### Filmographie
- L’Affaire Fualdès, téléfilm réalisé par Jean-Pierre Marchand (1976)

### Documentaire télévisé
- « Les traditions du moment ou L'affaire Fualdès » le 13 mai 1958 dans En votre âme et conscience sur RTF Télévision
- « De mémoire d'homme ». 1re émission sur l'affaire Fualdès  le 20 octobre 1977 : série sur l'A2 animée par Pierre Bellemare